# 小凱旋式
小凱旋式（羅:ovatio 英:ovation）は、古代ローマで行われていた凱旋式の一種であり、国家レベルの敵というよりは、基本的に劣っているとみなされる（例えば奴隷や海賊）相手に勝利した場合や、一般的な紛争がほぼ無傷で解決された場合に開催が許可された。

## 概要

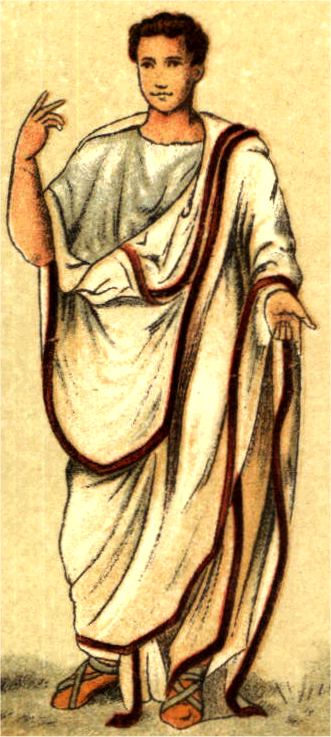
トガ・プラエテクスタ

凱旋式では豪奢なトガ・ピクタを纏って月桂冠を被り、白馬に牽かれた四頭立てチャリオットに乗って凱旋するのだが、小凱旋式はより厳粛で、将軍はギンバイカの花冠を被り、元老院議員の先導も兵士たちの行列もなく、ラッパのファンファーレの代わりにフルートの伴奏がつき、政府高官の着るトガ・プラエテクスタを纏って徒歩で入城した。式典は凱旋式のように雄牛ではなく、羊の生け贄によって締めくくられた。
Ovatioの語源は、生け贄の種類によると考えられている。
小凱旋式で最も有名なものは、クラッススがスパルタクスの乱を鎮圧した時に挙行されたものであろう。ペルペルナやクラッススのように、元老院の特別な許可によって月桂冠の着用を許された例もある。帝政時代になると、将軍の騎乗が許された。

## 歴代挙行者

### 共和政時代
共和政では23名が知られている
- 紀元前503年 – プブリウス・ポストゥミウス・トゥベルトゥス (サビニ人に勝利)[5]
- 紀元前487年 – ガイウス・アクィッリウス・トゥスクス[6]
- 紀元前474年 – アウルス・マンリウス・ウルソ[7]
- 紀元前462年 – ティトゥス・ウェトゥリウス・ゲミヌス・キクリヌス[7]
- 紀元前421年 – グナエウス（またはヌメリウス）・ファビウス・ウィブラヌス[8]
- 紀元前410年 – ガイウス・ウァレリウス・ポティトゥス・ウォルスス[9]
- 紀元前392年 – マルクス・マンリウス・カピトリヌス[10]
- 紀元前360年 – マルクス・ファビウス・アンブストゥス[7]
- 紀元前290年もしくは289年 – マニウス・クリウス・デンタトゥス[11]
- 紀元前211年– マルクス・クラウディウス・マルケッルス[12]
- 紀元前207年 – ガイウス・クラウディウス・ネロ[13]
- 紀元前200年 – ルキウス・コルネリウス・レントゥルス[14]
- 紀元前196年 – グナエウス・コルネリウス・ブラシオ[7]
- 紀元前195年 – マルクス・ヘルウィウス・ブラシオ[7]
- 紀元前191年 – マルクス・フルウィウス・ノビリオル[7]
- 紀元前185年 – ルキウス・マンリウス・アキディヌス・フルウィアヌス[15]
- 紀元前182年 – A. テレンティウス・ウァロ[16]
- 紀元前174年 – アッピウス・クラウディウス・ケント[7]
- 紀元前132年 – マルクス・ペルペルナ[17]
- 紀元前99年 – マニウス・アクィッリウス[18]
- 紀元前71年 – クラッスス[19]
- 紀元前44年 – カエサル[7]
- 紀元前40年 – アウグストゥス[7]
- 紀元前40年 – マルクス・アントニウス[7]
- 紀元前36年 – アウグストゥス[7]

### 帝政時代
- 紀元前11年 – 大ドルスス[20]
- 紀元前9年 (紀元前11年に承認) – ティベリウス[21]
- 20年 – 小ドルスス[22]
- 40年 – カリグラ[23]
- 47年 – アウルス・プラウティウス（英語版） [24]
- 55年 – ネロ[25]
- 93年 – ドミティアヌス[26]